# Bloomsbury Square

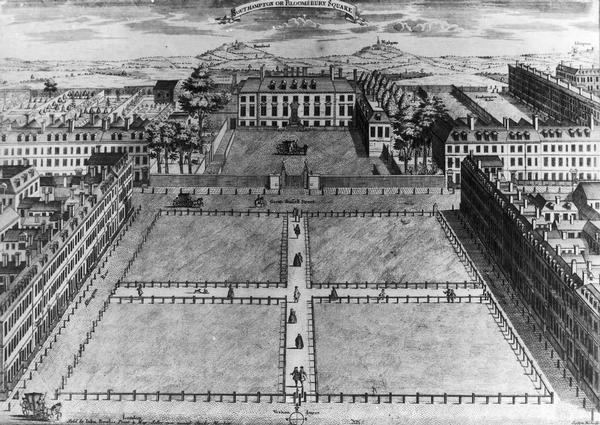
Bloomsbury Square und Bedford House (Richtung Norden), ca. 1725

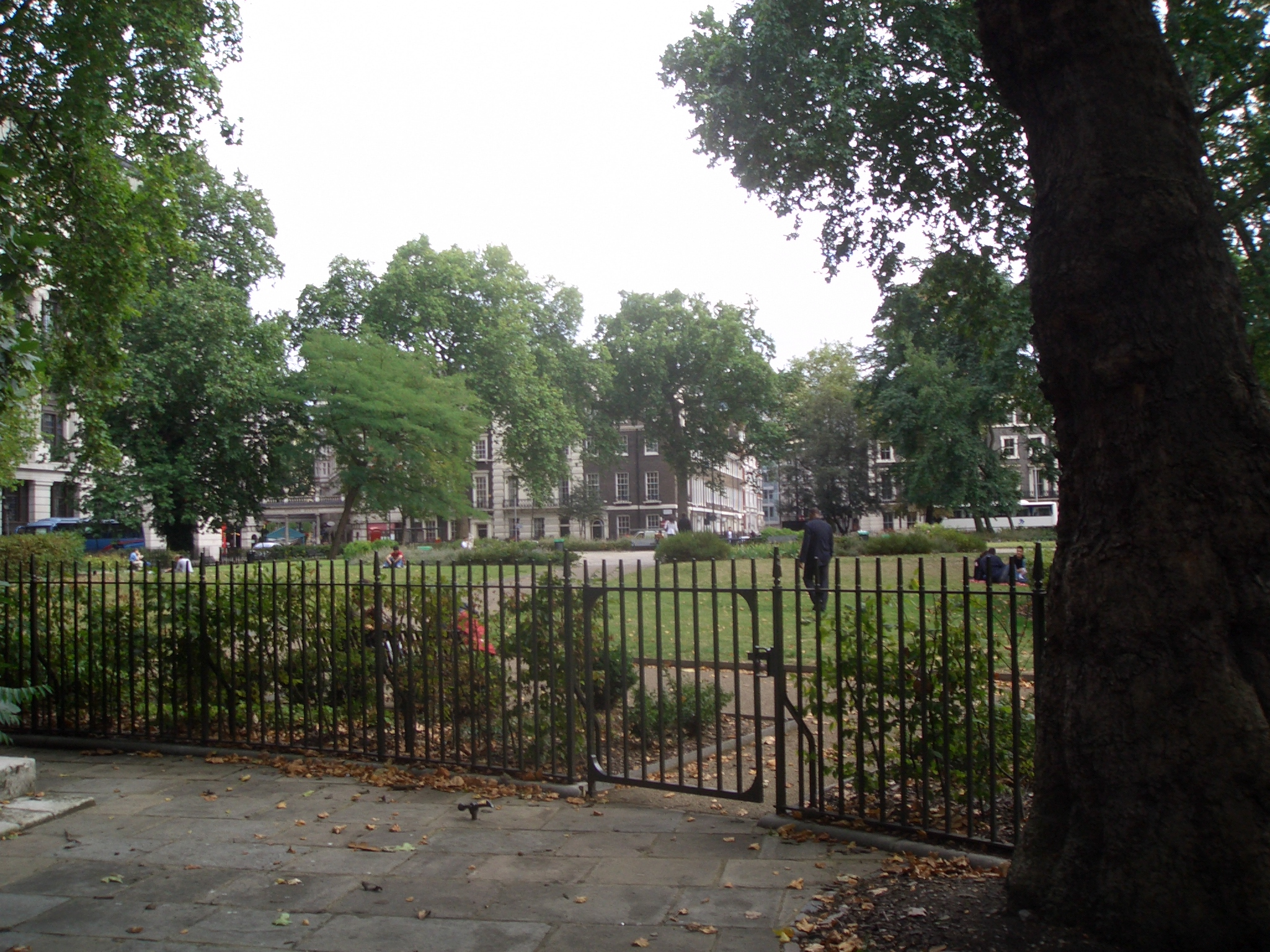
Bloomsbury Square vom Norden aus gesehen

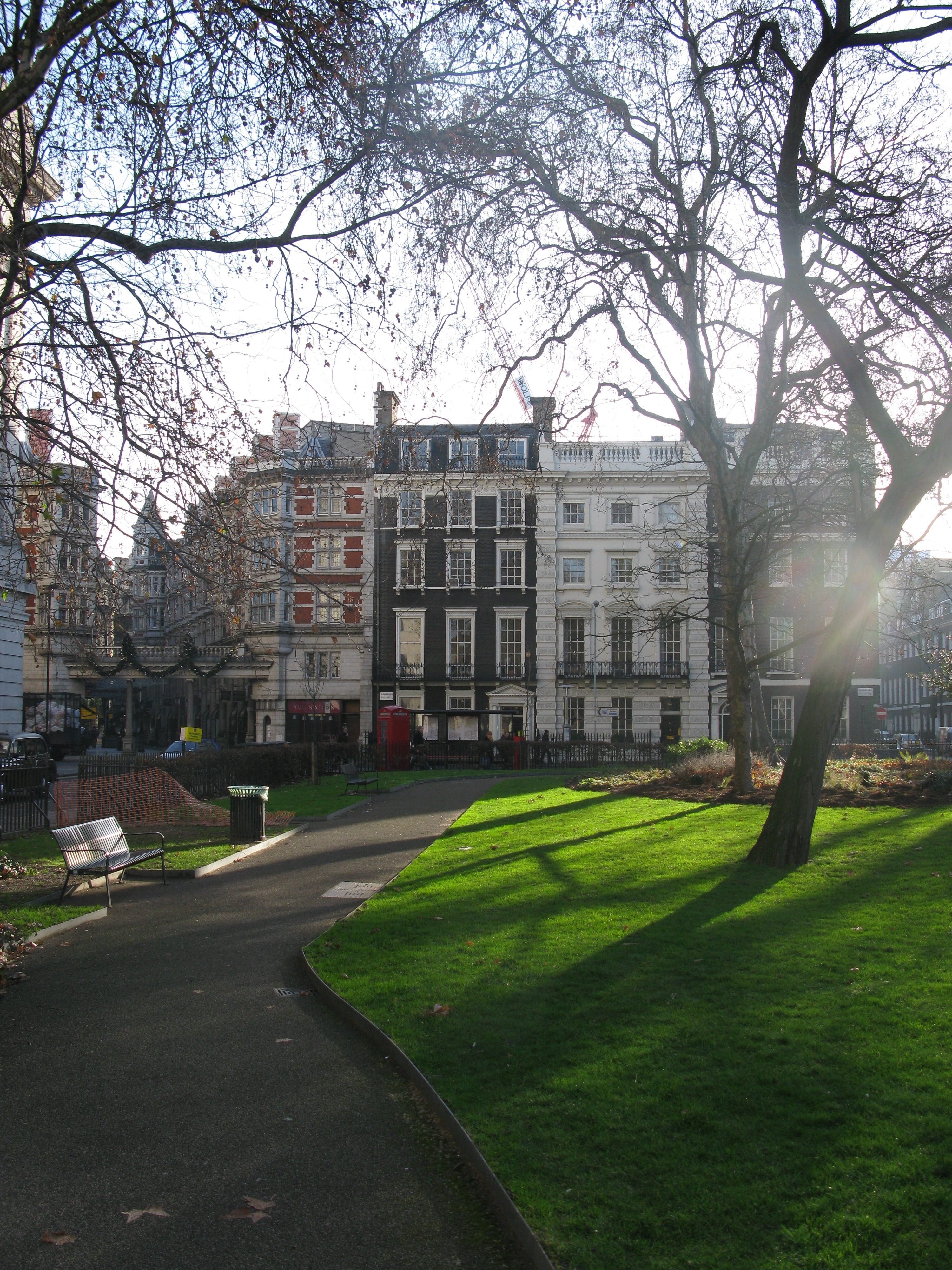
Bloomsbury Square (Januar 2009)

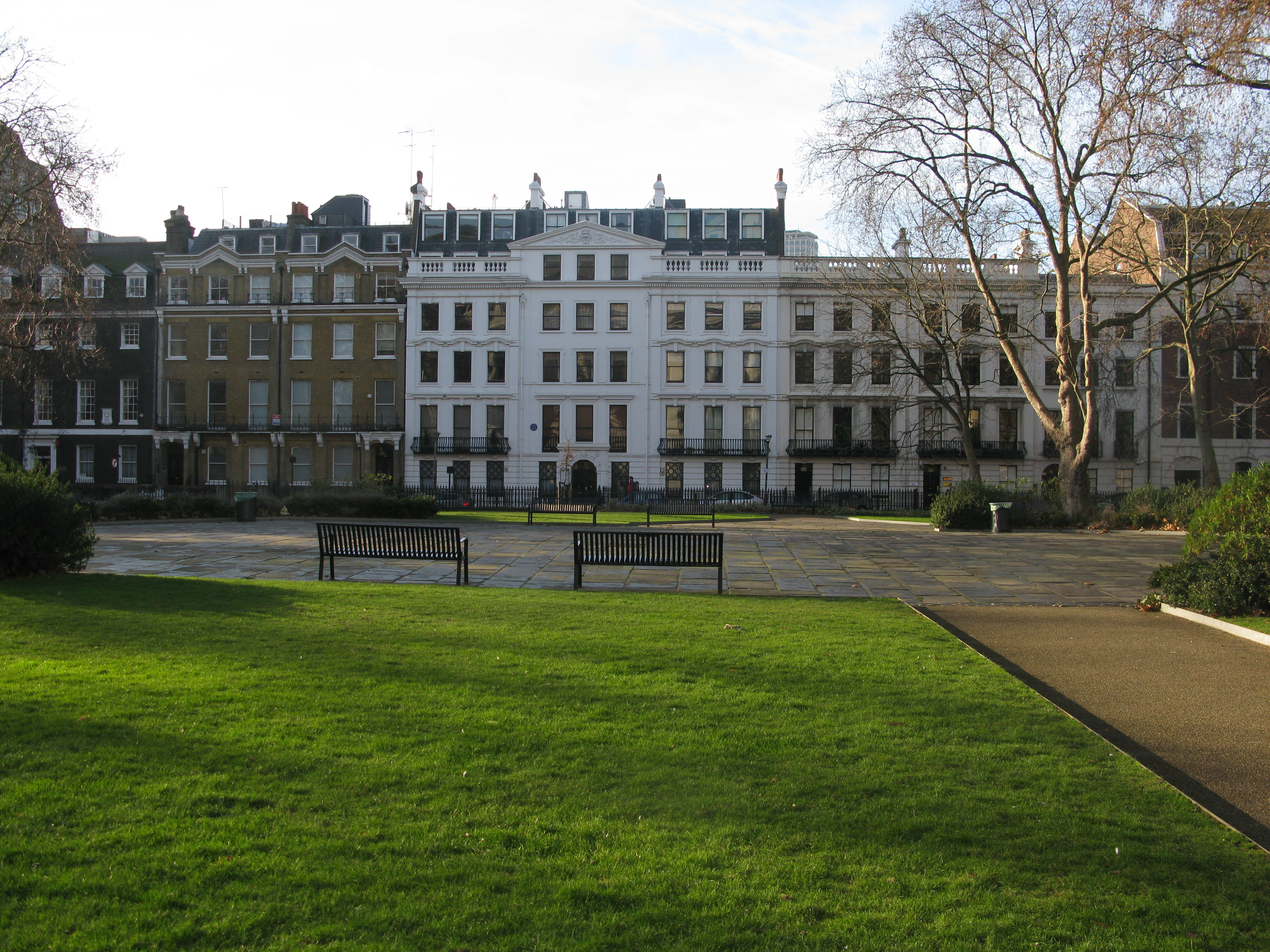
Bloomsbury Square (Januar 2009)

Der Bloomsbury Square ist ein kleiner rechteckiger Park im Londoner Viertel Bloomsbury im Stadtbezirk Camden.

## Geografie
Im Norden des Parks verlaufen die Great Russell Street und Bedford Place, der zum Russell Square führt. Im Süden verläuft der Bloomsbury Way. Westlich des Parks liegt in der Nähe das British Museum und die Holborn tube station ist die nächste U-Bahn-Station im Südosten.

## Geschichte
Der Park wurde von Thomas Wriothesley, 4. Earl of Southampton, im späten 17. Jahrhundert angelegt und hieß ursprünglich Southampton Square. Er war einer der ersten kleinen Parks im Stile eines Garden squares in London. Das Haus des Earls – damals das Southampton House später das Bedford House, da durch eine Heirat der Besitz der Earls of Southampton in den Besitz des Dukes of Bedford überging, der die gesamte Nordseite des Parks besaß, wo sich heute der Bedford Place befindet. An den beiden anderen Seiten des Parks standen aneinandergereiht typische Stadthäuser jener Zeit, in denen ursprünglich Mitglieder der Aristokratie und Gentry wohnten.
Im frühen 19. Jahrhundert war Bloomsbury nicht mehr „en vogue“ in der Oberschicht. Daher zog der damalige Duke of Bedford aus dem Bedford House aus, das schließlich abgerissen wurde und durch weitere Stadthäuser ersetzt wurde. Im 19. Jahrhundert wohnten überwiegend Mitglieder der Mittelklasse rund um den Park. Der Schriftsteller Isaak D’Israeli lebte in der Hausnummer 6 von 1817 bis 1829, wo auch zeitweise sein Sohn, der spätere Premierminister Benjamin Disraeli bei ihm lebte. Im 20. Jahrhundert wurden die meisten Gebäude zu Büros umfunktioniert.
Auf dem Bloomsbury Square befindet sich eine Bronzestatue von Charles James Fox, die Richard Westmacott anfertigte. Charles James Fox war ein britischer Staatsmann, Mitglied der Whigs und mit den Dukes of Bedford bekannt. Keines der ursprünglichen Gebäude aus dem 17. Jahrhundert ist heute noch erhalten. Dafür finden sich hier viele schöne Gebäude aus dem 18. und frühen 19. Jahrhundert.
Die Royal Pharmaceutical Society hatte ihren Sitz in einem Haus aus dem 18. Jahrhundert auf der Südseite des Parks, was zum Teil das Verdienst von John Nash war. Die Ostseite des Parks wird von einem Bürogebäude aus dem frühen 20. Jahrhundert, dem Victoria House, in Anspruch genommen. Es wurde für die Liverpool Victoria erbaut, die das Gebäude auch über viele Jahrzehnte nutzte. Als die Greater London Authority im Jahr 2000 gegründet wurde, war das Victoria House auch im Gespräch als neue City Hall.
Der Park ist heute öffentlich zugänglich und wurde 2003 grundlegend saniert.

## Popkultur
- Der zweite Satz der Symphony No 2 (A London Symphony) von Vaughan Williams soll den Bloomsbury Square an einem Novembernachmittag darstellen („Bloomsbury Square on a November Afternoon“).[2]

- Im Musical Oliver! lebt Mr. Brownlow am Bloomsbury Square, während er in Charles Dickenss Oliver Twist, auf dem das Musical basiert, in Pentonville lebt.